# Туз (озеро)
Туз (тур. Tuz Gölü, букв. Солёное озеро; в древности — др.-греч. Τάττα; Λιμνοθάλασσα εν Φρυγίη — «Фригийское солёное озеро») — второе по величине озеро в Турции. Солёность озера составляет 340 ‰. Расположено в центре полуострова Анатолия, в 105 км к северо-востоку от Коньи и в 150 км к юго-востоку от Анкары.
О солёном озере Татта на границе Галатии и Каппадокии упоминает Страбон.
Бо́льшую часть года это мелкое (1—2 м) и солёное озеро имеет площадь 1500 км². Оно обычно имеет длину 80 км и ширину 50 км, уровень уреза воды — 905 м над уровнем моря.
Озеро наполняет тектоническую впадину на центральном плато Турции. В Туз впадают два крупных ручья, также озеро питается от подземных источников и осадков, вытекающих рек не имеется. Там, где в Туз впадают каналы и ручьи, образовались солоноватые болота. Летом из-за испарения Туз теряет бо́льшую часть своей воды, на пересохшем дне образуется слой соли средней толщиной 30 см. Зимой соль вновь растворяется в пресной воде, которую озеро получает в виде осадков и стока с окрестных земель.
Три соляные шахты на озере добывают порядка 70 % от всей соли, потребляемой Турцией. Добыча соли определяет направление промышленной деятельности в регионе, которая в основном связана с очисткой и переработкой соли. Озеро окружают обрабатываемые земли, лишь на юге и юго-западе обработка земли невозможна вследствие затопления засоленных почв.
В 2001 озеро Туз вместе с прилегающими степями было объявлено особо охраняемой территорией. На группе островов в южной части озера гнездится большая популяция фламинго. Кроме того, здесь гнездится белолобый гусь, а в окрестных деревнях — степная пустельга.